# Datsun Go
O Datsun Go é um automóvel do segmento B produzido pela fabricante de automóveis japonesa Nissan desde 2014 e vendido sob a marca Datsun.

## Descrição
O Go é o primeiro carro da Datsun desde que a marca foi relançada em 2013. A marca foi usada para veículos exportados pela Nissan para mercados fora do Japão até 1986, quando a marca foi descontinuada. O Go está disponível em mercados em desenvolvimento, como Índia, África do Sul e Indonésia. Ele foi construído na plataforma V, a mesma do Nissan Micra. O Go é equipado com um motor DOHC de três cilindros e 1,2 litro (1.198 cc) com injeção eletrônica de combustível, a mesma unidade usada no Micra. Ele produz 67 hp (50 kW; 68 PS) e 104 N⋅m de torque.